# Super Trouper (album)

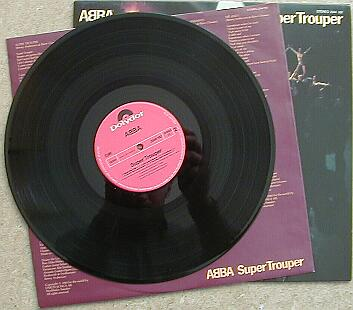

Super Trouper è il settimo album in studio del gruppo musicale svedese ABBA, pubblicato nel novembre 1980.

## Descrizione
Il Super Trouper citato dal titolo si riferisce al più famoso seguipersona ("occhio di bue") utilizzato in quegli anni, apparecchio che infatti si vede all'inizio del video che accompagna la canzone omonima all'album.
Il brano, in stile discomusic, Lay all your love on me è stato pubblicato solo su 12" (con il lato B anch'esso di matrice disco On and on and on). Il suo piazzamento al 6º posto della Top Ten britannica, pur essendo lontano dagli standard a cui erano abituati gli ABBA, rappresenta il migliore piazzamento per un singolo in questo formato.
Il brano The Piper è vagamente ispirato alla famosa storia de Il pifferaio magico, ma il paroliere Björn Ulvaeus ha citato il romanzo L'ombra dello scorpione (The Stand) di Stephen King come fonte di ispirazione. Il brano è molto diverso dalle canzoni più tradizionali che gli ABBA avevano registrato fino a quel momento, in particolare per i testi oscuri che trattano della seduzione dei leader dittatoriali e per un suono un po' medievale (batteria, flauto, corale) che non si riscontrano nelle loro canzoni precedenti. È anche l'unica canzone degli ABBA in cui una parte del ritornello è in latino, il che la rende un unicum nella produzione musicale del gruppo.
A chiusura dell'album il brano The way old friends do è la canzone di chiusura di molti loro concerti dal vivo, quale dedica al loro pubblico. Anche in questo album la versione (l'unica mai edita) è dal vivo, presa da uno dei concerti nello stadio di Wembley a Londra.
Trascinato dal successo dei due singoli estratti The Winner Takes It All e l'omonima Super Trouper, l'album fu il sesto consecutivo a saldarsi alla prima posizione della classifica in Regno Unito, dove resse per nove settimane.

## Tracce
Testi e musiche di Andersson e Ulvaeus.
1. Super Trouper – 4:11
2. The Winner Takes It All – 4:55
3. On and On and On – 3:40
4. Andante, Andante – 4:39
5. Me and I – 4:54
6. Happy New Year – 4:23
7. Our Last Summer – 4:19
8. The Piper – 3:26
9. Lay All Your Love on Me – 4:33
10. The Way Old Friends Do (live) – 2:57
11. Gimme! Gimme! Gimme! (A Man After Midnight) (bonus track) – 4:46
12. Elaine (bonus track, lato B di The Winner Takes It All) – 3:44
13. Put On Your White Sombrero (bonus track) – 4:34

## Classifiche
Album - Classifica album in Regno Unito
| Anno | Posizione |
| ---- | --------- |
| 1980 | 1 (9)     |

Album - Billboard (Nord America)
| Anno | Posizione |
| ---- | --------- |
| 1980 | 17        |

Singoli - Classifica singoli in Regno Unito
| Anno | Singolo                 | Posizione |
| ---- | ----------------------- | --------- |
| 1980 | The Winner Takes It All | 1 (2)     |
| 1980 | Super Trouper           | 1 (3)     |
| 1981 | Lay All Your Love On Me | 7         |

Singoli - Billboard (Nord America)
| Anno | Singolo                                         | Classifica         | Posizione |
| ---- | ----------------------------------------------- | ------------------ | --------- |
| 1980 | The Winner Takes It All                         | Billboard Hot 100  | 8         |
| 1980 | The Winner Takes It All                         | Adult Contemporary | 1         |
| 1980 | Lay All Your Love On Me/Super Trouper/On And On | Club Play Singles  | 1         |
| 1981 | Super Trouper                                   | Billboard Hot 100  | 45        |
| 1981 | Super Trouper                                   | Adult Contemporary | 14        |
| 1981 | On And On And On                                | Billboard Hot 100  | 90        |

## Formazione

### Gruppo
- Benny Andersson - voce, tastiere, sintetizzatore
- Agnetha Fältskog - voce
- Anni-Frid Lyngstad - voce
- Björn Ulvaeus - voce, chitarra acustica

### Altri musicisti
- Mike Watson - basso
- Ola Brunkert - batteria
- Ake Sundqvist - percussioni
- Janne Schaffer - chitarra elettrica
- Rutger Gunnarsson - basso, chitarra
- Kajtek Wojciechowski - sassofono
- Lasse Wellander - chitarra elettrica
- Per Lindvall - batteria
- Janne Kling - flauto, sassofono
- Anders Glenmark - chitarra elettrica
- Lars Carlsson - fiati